# Edgar Selge
Edgar Selge, född 27 mars 1948 i Brilon i dåvarande Västtyskland, är en tysk skådespelare. Han är sambo med skådespelaren Franziska Walser.

## Filmografi i urval
- 2001 – Experimentet
- 1996 – Hamsun
- 1997 – Rossini
- 1998–2009 – Polizeiruf 110 (TV-serie) (21 avsnitt)
- 2013 – Våtmarker
- 2013 – The Fifth Estate